# Raststätte Rheintal

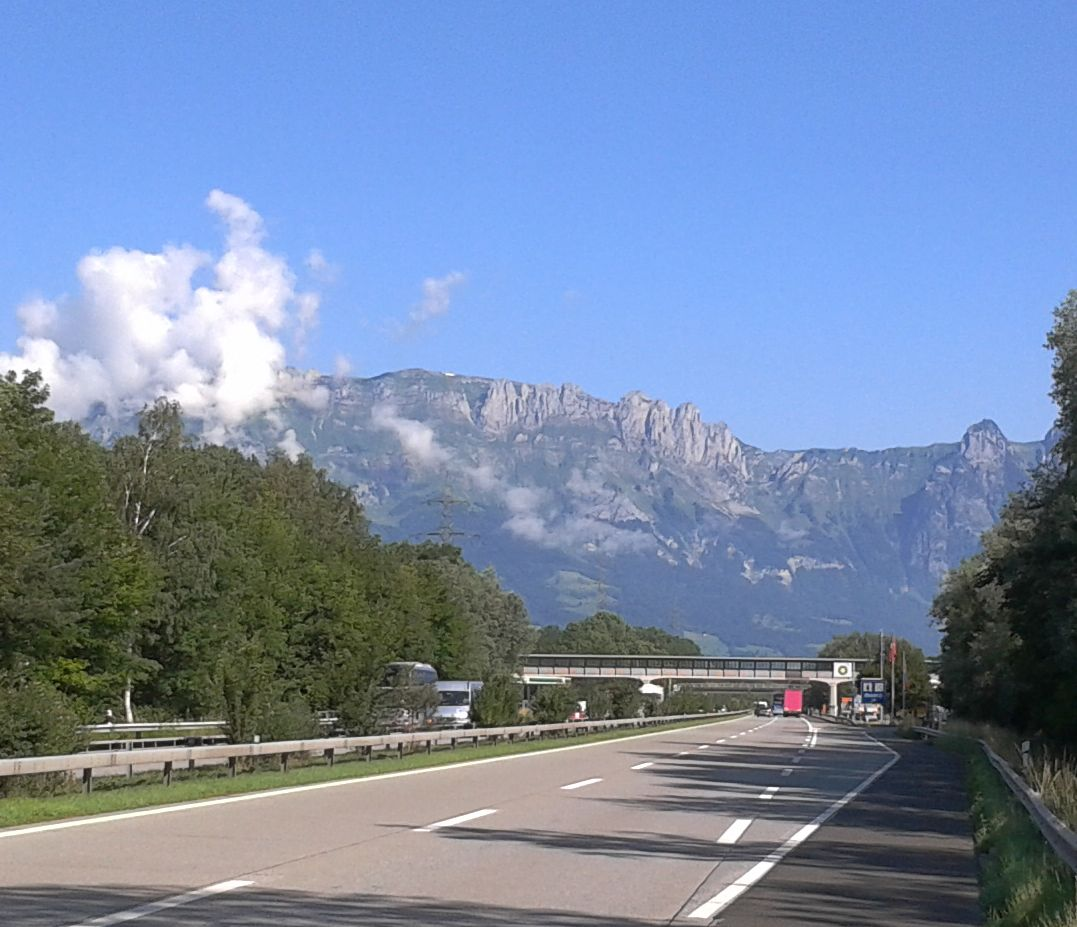
Raststätte Rheintal (Werdenberg) in der Schweiz – Blick von der A13 flussabwärts zur Raststätte

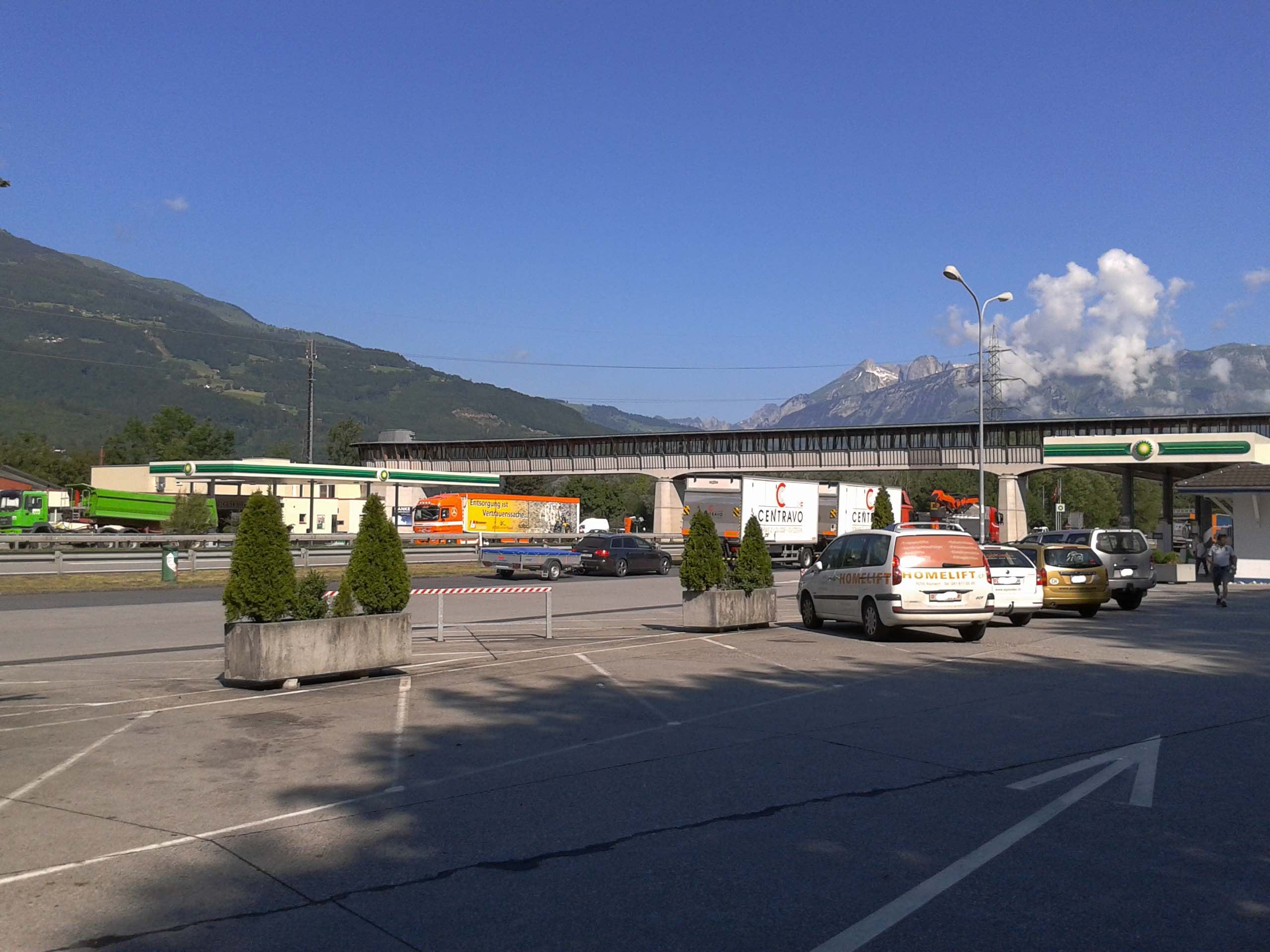
Raststätte Rheintal (Werdenberg) Ost mit Blick nach Werdenberg West

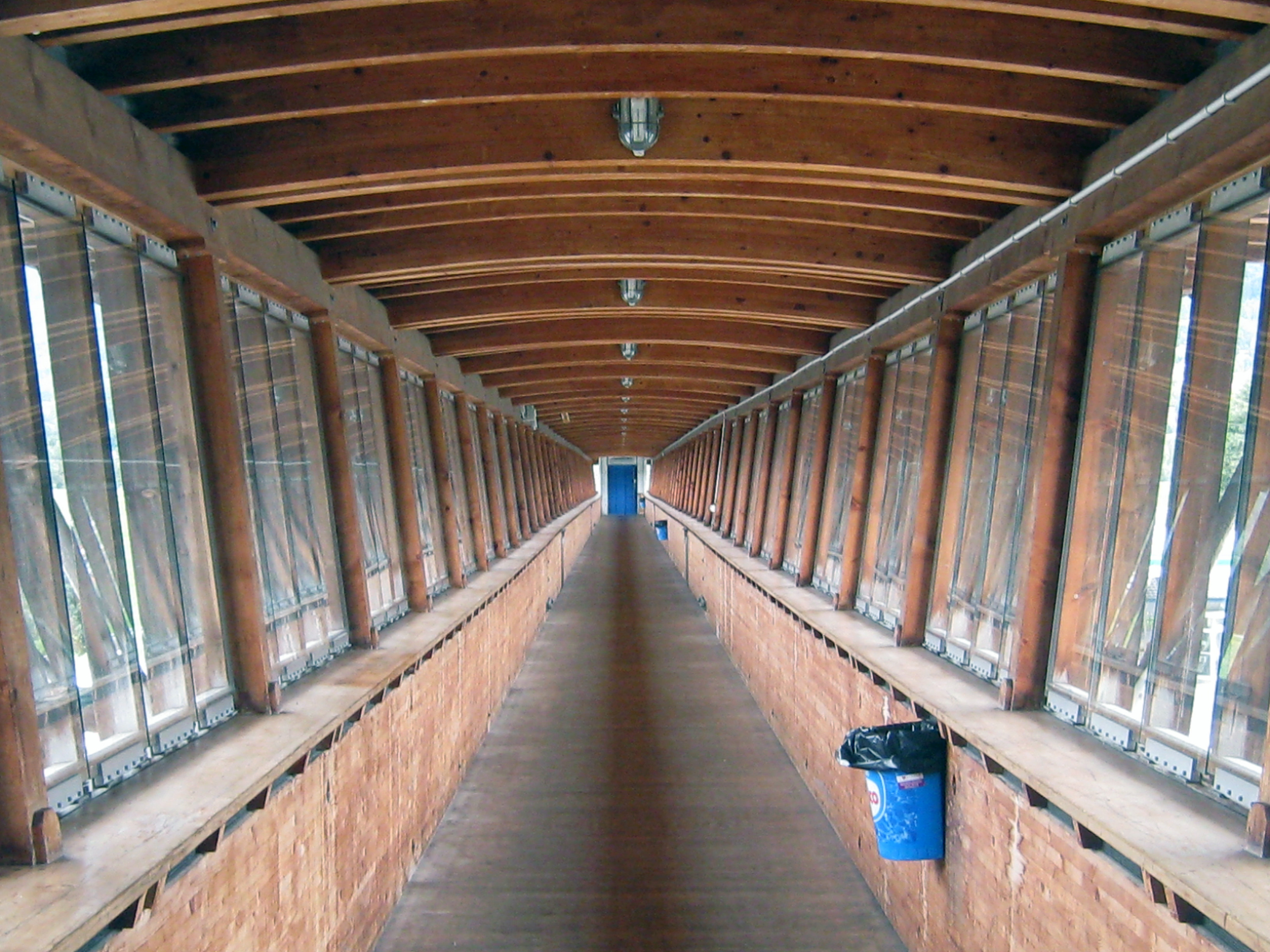
Fussgängerbrücke

Die Raststätte Rheintal (früher auch Raststätte Werdenberg) liegt an der A13 (E 43) neben dem Damm des Alpenrheins auf dem Gebiet der politischen Gemeinde Sevelen im Kanton St. Gallen (Schweiz) bzw. vis-à-vis dem Hauptort des Fürstentums Liechtenstein, Vaduz.

## Lage und Betreiber
Die Raststätte ist die einzige der Schweiz, welche an das Fürstentum Liechtenstein angrenzt und sie liegt am tiefsten Punkt der Gemeinde Sevelen auf 451 m ü. M.. Kurz nach der Raststätte Rheintal flussaufwärts verbindet sich die A13 mit der Autobahn A3 und führt weiter nach Chur bzw. Zürich bzw. in Richtung flussabwärts gesehen nach Buchs und weiter nach St. Margrethen.
Die Raststätte ist täglich geöffnet und behindertengerecht gestaltet und für Personenwagen- und Lastwagen-Verkehr geeignet und verfügt auf beiden Raststätten über eine 24h-Tankstelle. Von der Raststätte Rheintal-Werdenberg West ist ein direkter Blick auf Schloss Vaduz möglich.
Die Raststätte wird von der Raststätte Rheintal AG betrieben (früher: Werdenberger Autobahnraststätte AG).

## Fussgängerbrücke
Bei der Holzbrücke (Passerelle) handelt es sich um das Werk vom Bauingenieur Walter Bieler aus Bonaduz in Zusammenarbeit mit den Architekten Christoph Mathis (Zürich), Paola Maranta / Quintus Miller (Basel).
Bauliche Dominante für das Erscheinungsbild der Raststätte ist eine über 100 m lange Fussgängerbrücke aus Holz über die vierspurige Autobahn, welche die östliche mit der westlichen Raststätte über drei Felder verbindet. Markantes Element dieser Brücke sind die grossen, unmittelbar aneinandergereihten, beidseitige angebrachten Fenster, welche den Durchblick gestatten und der Brücke eine architektonische Leichtigkeit und Schlichtheit verleihen. Die Brücke über die Autobahn ist auf beiden Seiten über zwei Sockelbauten (mit Lift) von den jeweiligen Parkplätzen aus zu erreichen.
- Bauingenieur: Walter Bieler Bonaduz
- Architekten: Christoph Mathis (Zürich), Paola Maranta / Quintus Miller (Basel)[3]
- Konstruktionstyp: Auslegerbrücke (Gerberträger-Brücke)
- Brückentyp: gedeckte Holzbrücke
- Baujahr: 1989
- Bezug: 1990
- Bauzeit: 6 Monate
- Baukosten: etwa 3'985'000 Schweizer Franken
- Länge: 103,0 m
- Spannweite: 29,40 m
- Breite: 1,8 m
- Höhe: 2,4 m
- Unterkonstruktion (Stützen): Beton
- Dacheindeckung: Flachblech
- Verkleidung der Fassaden: Deckleistenschalung
- horizontaler Windverband: Platten aus Furnierschichtholz.

Aufgrund der schlanken Bauform und der Länge von über 100 m über eine Autobahn ist die Holzbrücke ein prägendes Erkennungsmerkmal der Raststätte Rheintal. Die Konstruktion als schmale, gedeckte Fussgängerbrücke aus Holz schliesst historisch und architektonisch an die nahe liegende Alte Rheinbrücke Vaduz–Sevelen (1870/71) an, welche die letzte noch erhaltene Holzbrücke ist, die den Alpenrhein quert. Auch die jeweilige Spannweite der Brückenelementen ist ähnlich ausgeführt (Pasarelle: 29,40 m, Alte Rheinbrücke 20,5 bis 26,8 m). Die Wahl des Baumaterials Holz knüpft an die jahrhundertelange Holzbautradition und -kunst der Region an.